# Schloss Kammer (Maishofen)

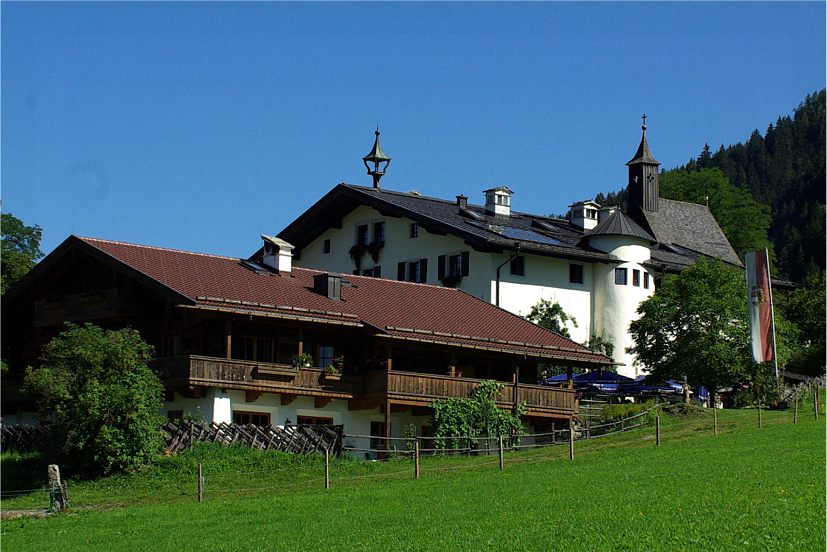
Schloss Kammer

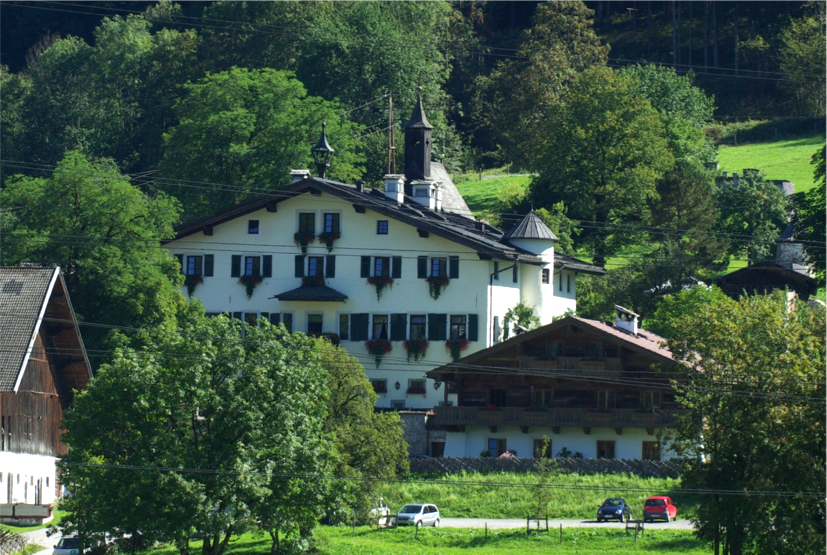
Schloss Kammer

Schloss Kammer liegt in der Gemeinde Maishofen im Bezirk Zell am See im Bundesland Salzburg (Kammererstraße 22).

## Geschichte
Der erste urkundlich belegte Besitzer des Anwesens ist um 1466 Polykarp Hunt. Als Bestandmeier werden um 1600 Lukas und Peter, die Kammerer, erwähnt. Ein Adelsgeschlecht derer von Kammer dürfte es nicht gegeben haben.
Dietrich Khuen von Belasy hat von Peter Kemmerer und seinem Schwiegersohn Georg Guthund zwischen 1610 und 1614 die Güter des Kammerhofes erworben, diese von der Grundherrschaft der Hunt befreit und sich dort ein Schloss gebaut. Die Schlosskapelle wurde 1617 angefügt und von Bischof Johann Paulus Ciruletti eingeweiht. Die Herrschaft blieb im Besitz der Familie Khuen von Belasy. Genannt werden dabei Siegmund Khuen (1640), Hans Christoph und Dietrich, die Söhne des Siegmund (1648), Georg Dietrich Khuen (1675), May Preisgott Khuen (1707). Im Jahre 1711 brennt das Anwesen samt Kapelle nieder. Erst nachdem der Besitz der Khuen von Belasy im ganzen Pinzgau 1722 an das Bistum Chiemsee verkauft worden war, kam es zu einem Wiederaufbau. Die Bischöfe ließen den Besitz durch ihre Pfleger auf Schloss Fischhorn verwalten.
Nach der Säkularisation erwarb Josef Neumayer 1812 durch Lizitationskauf die Güter von der bayerischen Finanzkammer, nachdem er bereits seit 1785 Pächter des Gutes war. Das Anwesen ist auch heute noch im Besitz der Familie Neumayer.

## Schloss Kammer heute
Das Schlossgebäude liegt in beherrschender Lage auf einem sanft ansteigenden Hang inmitten eines bäuerlichen Weilers. An seiner Rückseite ist eine Kapelle mit einem kleinen Turm angebaut. Das Anwesen liegt innerhalb einer z. T. zinnenbekrönten Ringmauer aus dem 19. Jahrhundert. An der Nordseite der Ringmauer steht ein spätgotisches Stallgebäude (um 1600), das heute als Veranstaltungssaal genutzt wird. Dieses Gebäude ist dreischiffig mit schlanken gotischen Säulen, die ein Spitzbogengewölbe tragen. Zum Bestand gehört auch ein historischer Schießstand, der seit 1899 von der Schützengesellschaft Maishofen genutzt wird. Das heutige Erscheinungsbild des Gebäudes stammt aus der ersten Hälfte des 18. Jahrhunderts.